# Kemecse
Kemecse város az Észak-alföldi régió, azon belül is Szabolcs-Szatmár-Bereg vármegye területén; a Kemecsei járás központja.

## Fekvése
A vármegye nyugati-északnyugati részén, a Rétközben fekszik. A környező települések közül Nyírbogdány 5, Vasmegyer 6,5, Nyírtura 7,5, Nagyhalász 9, Nyírpazony pedig 10,5 kilométer távolságra található.
A közvetlen szomszédos települések, településrészek: észak felől Tiszarád, északkelet felől Vasmegyer, kelet felől Nyírbogdány, délkelet felől Nyírtura, dél felől Nyírpazony, délnyugat felől Nyíregyháza-Sóstóhegy, nyugat-délnyugat felől Kótaj, nyugat felől Nagyhalász-Homoktanya, északnyugat felől pedig Nagyhalász.

### Megközelítése
Közúton Nyírbogdány és Kótaj felől a 3823-as, Vasmegyer felől a 3824-es, Nagyhalász felől a 3825-ös, Nyírtura irányából pedig a 3829-es úton érhető el.
A megyeszékhely, Nyíregyháza felől Sóstóhegy érintésével közelíthető meg a legegyszerűbben, a 3834-es, majd a 3823-as úton.
Vonattal elérhető a Budapest–Záhony-vasútvonalon, melynek egy megállási pontja van itt. Kemecse vasútállomás a belterület déli részén helyezkedik el, közúti elérését a 3823-as és a 3825-ös utak találkozásánál dél felé kiágazó 38 315-ös számú mellékút teszi lehetővé.
Kemecse a 17 települést magába foglaló Ibrány-Nagyhalászi kistérség legnagyobb múlttal rendelkező, harmadik legnagyobb lakosságszámú, egyik legdinamikusabban fejlődő települése.

## Története
Kemecse nevét 1222-ben a Váradi regestrumban említik először, amikor egy idevaló Farkas nevű lakója van említve. Nevét ekkor Kemesa alakban írták.
1290-ben kemecsei Farkas – magnélküli elhunyta miatt – Kemecse nevű földjét IV. László király a Balog-Semjén nemzetséghez tartozó Mihály fiainak, nagysemjéni Ivánnak és Pálnak adományozta.
A 14. században a nagysemjéni Kállay család birtoka volt.
14. század közepén a Kállayak leányági leszármazottjának Mihály -nak, a Kemecsei család későbbi megalapítójának birtoka. Az 1300-as évek közepétől az 1600-as évek közepéig fő birtokosa a Kemecsei család. 1647-ben a Kemecsei család tagjai megosztoztak birtokaikon, de a 18. században a Kemecsei család kihalt.
1772-től királyi adományként és nőági örökség címén a birtokon több kisnemes – köztük a Megyery család is – osztozott.
Főbb birtokosai ekkor Niczky József és Csepei Zoltán és Pál voltak.
1870-ben a falunak már 2202 lakosa volt, majd 1910-ben már 3353 lakost számoltak össze a településen.
Az addig nagyközség státuszú település 2005. július 1-jei hatállyal várossá vált.
2013-tól a város a Kemecsei járás központja.

## Címere
Kemecse város címere keretbe foglalt, négy mezőre osztott pajzs.
- Bal oldalt felül sárga mezőben zöld fák,
- bal oldalon alul kék mezőben szőlőlevél szőlőfürttel,
- jobb oldalon felül kék mezőben hal és vízhullámok,
- jobb oldalon alul sárga mezőben búzakalász,
- az alsó mezőkben a pajzs csúcsában piros-fehér-zöld nemzetiszínű mező.

A pajzs felső részében a négy mező fölött a KEMECSE felirat.

### Címerének története

#### A hal a község címerében
A vízi világ érdekes állata közül kiemelkedik a hal. Ősidők óta fontos tápláléka az embereknek. A halászat, a vadászat az ehető növények gyűjtögetése kísérte az emberiség fejlődésének sok ezeréves útját.
Közismert az a bibliai történet, amelyben Jézus kenyérrel és hallal vendégeli meg a tanítását hallgató több ezer embert. Kemecse ősi település, életében mindig jelentős szerepe volt a halnak. A természet ingyen adta ezt a fontos ősi táplálékot.
Kiss Lajos néprajztudós Kemecséről szóló tanulmányában írja, hogy a Rétköz és a Nyírség találkozásánál fekvő település határában az 1772. évi összeírás szerint 51 tó, rét van. Ezek kisebb-nagyobb tavak a Tisza szabályozásáig, a Lónyay csatorna megépítéséig halászó helyek voltak. A tavak nagy része a lecsapolással megszűnt, de még mindig vannak soha ki nem száradó tavaink. Az idősebb lakosok ma is ismerik a tavakat vagy a megszűntek helyét: Fertő, Kerek Mága, Kis Zsadány, Nagy Zsadány, Bertény, Halastó, Tapogatóstó, Kárászos kotymány,Malom ér, Mikóere stb.
A szabályozás előtt a Tisza évenként a kemecsei határig lejött, majd 3-4 nap múlva visszahúzódott. Hagyott maga után vizet és halat is.
Egy 1852-ben készült írásban olvashatjuk: „néha annyi hal volt, hogy még a boglya árkában is fogtak kézzel, meg rostával. Sokszor disznókkal etették meg”.
A halas vizekben potyka, csuka, kárász, keszeg, sigér, tat voltak. Az iszapos fenekű tavakban tömegével élt a ma már védetté nyilvánított réti csik. A csikot télen a jég alól is fogták „csikassal”. Hordóba rakták, szánon vitték, faluról-falura árulták. Káposztába főzték, úgy ették, főleg a szegények. A vizekben sok rák volt, legtöbb a Ludas tóban és a Zsadányban. A rák az urak asztalára került.
A halak fogására a következő szerszámokat használták: tapogató, ez volt a főszerszám, vele a sásos mocsarakban is lehetett halat fogni. A varsát régen lézsának nevezték fűzveszőből készítették, majd a kenderből font hálót fűzfakarikákra rögzítették. Ma már drótszövetből is készítenek varsát.
A tiszta, hínártól mentes vízben a gyalom volt a legeredményesebb halfogó szerszám. Különösen sok halat fogott a gyalom a kimélyített csatornákban, a segges versével elzárt ún. „tanyák” húzásával.
Ősi szerszám volt a ma már szigorúan tiltott szigény. Volt hármas és négyágú. Tavasszal, áradáskor használták, amikor az ívó halak „megjámborodtak”. Főleg potykát és csukát szúrták le vele. A csukát lószőrhurokkal is fogták, olyankor amikor az átlátszó vízben mozdulatlanul zsákmányra lesett.
Régen szabad halászat volt Kemecsén is, a szabad vizeken. 1988-ban hoztak tiltó állami rendeletet, mely azt is előírta, hogy április 20-ától július 1-jéig engedéllyel sem szabad halászni a halak ívásának idején. Régi írásokból tudjuk, hogy Kemecsén mintegy ötven család élt a halászatból. A tavakat bérbe vették a földesuraktól, a fogott halat kofának, kereskedőknek adták el. A kemecsei halat Nyíregyházán, Kisvárdán, Nagykállóban, sőt a hajdúsági Debrecen, Böszörmény és Nánás városokban is árulták. A halszállítás hordóban, kádban történt, jég közt, amit a kereskedők a faluban pénzért vettek a jégveremmel rendelkezőktől.
A Lónyay-csatorna 1882-ben készült el, a község határában két nyírségi főcsatorna ömlik bele. Ezekben mindig bőven volt ha. Tavaszi áradáskor, amikor a Tisza a beletorkoló Lónyay-csatornát felduzzasztotta, a tiszai halak is feljöttek a csatornán. Ilyenkor előfordult benne folyami harcsa, márna is. Elszaporodtak a külföldről behozott halak: törpeharcsa, amur, busa.
Amikor Kemecsén a halról beszélünk, illik megemlékezni a Bogár családról. Az 1880-as években a Lónyay-csatorna gátőre volt Bogár Vencel, aki egyben halász és vadász is volt. Háza mellett halastavakat létesített. Négy fiúgyermeke folytatta az apa mesterségét. Ferenc és Gyula élethivatásul választotta a halász-vadász ősi mesterséget.
Bogár Ferenc tiszai halász lett, egyben az akkori vármegye vezetőinek megbecsült vadászati szakembere. Két fia, Ferenc és Emil örökölte az apa szenvedélyes hivatását, melyet a ma is élő Emil közel nyolcvan évhez most is aktívan végez a Tiszán Dombrádtól Ibrányig. Bogár Ferencnek sok neves vendége volt a Tiszatelek-Halásztanyán. Móricz Zsigmond, majd lánya Móricz Virág írásában is megörökíti a vendégséget. A szabolcsi Tiszáról szóló írások, rádióműsorok, filmek őrzik a család szép munkáját.
Bogár Gyula Kemecsén volt halász-vadász élete végéig. Évtizedeken át járta csónakjával a Lúnyay-t Berszektől Bujig őrizte a környék halas vizeit. Halála óta nincs a községben hivatásos halász. Mindenkinek hiányzik, akik ismerték. A múlt után néhány mondat a jelenről. A községben jelentős számmal élnek szenvedélyes sporthorgászok. Helyi egyesület nincs, így a környék egyesületeinek a tagjai.
Településünk természet adta lehetőségeit napjainkban is kihasználják a haltenyésztéssel foglalkozó vállalkozók. Így létesült a község határában két tórendszer, mely a mai követelményeknek megfelelően korszerű haltenyésztéssel foglalkozik.
A régmúlt, a jelen és a jövő is indokolja, hogy címerünkben ott legyen a hal.

#### Az erdő a község címerében
A kemecsei határ erdőjéről a leleszi levéltár 1424-i iratában olvashatunk legrégibb adatokat. A község déli részén fekvő, ma már beépített terület ma is Csere nevet viseli. Csere, vagyis a cserfára, tölgyfára utal.
A cserét borította az ősi tölgyerdő, amelynek utolsó tanúfáját 1919-ben vágták ki. A kiirtott csereerdő helyén legelő volt, melynek területéről nem győzték kiirtani a csipkefát /vadrózsa/, melyből az akkor használt tövisboronát készítették.
A cserén kívül még erdőterületre utalnak a következő határnevek: Rakottyás, Nyárjas, Tölgyfabokros, Kereknyár, Fűzfás.
A szántóföld növelése során, az 1980-as években már nem volt a községnek nagyobb összefüggő erdőterülete. A határ dűlőútjait gondozott fasorok szegélyezték, ezek pótolták a kiirtott erdőket.
Az 1900–as években indult meg az erdők tervszerű telepítése az Alföldön, az Amerikából származó akácfával. Dobos László birtokán létesül az első összefüggő akácerdő, a turai út mentén. Ezt követi a Nyárjas birtokosainak erődtelepítése. Néhány év alatt az egész Nyárjas és a Barkóca egy részén díszlik a község jelentős erdeje.
A község közlegelő dombhátát is betelepítik akáccal. Ez a Kiserdő lett az első világháború utáni években az iskolai majálisok színtere. Minden gyermeknek életre szóló élménye volt a Kiserdei-majális, a „Madarak és fák napja.”
A község erdőterülete a második világháború után jelentősen növekedett. Állami irányítással telepítették be a Pap–tagot, a HAMVAS dombjait, növelték a Nyárjas erdőterületét is. Az akácon kívül megjelenik az erdőkben a fenyő és a főleg a gyorsan növő kanadai nyár. Az erdőkkel arányosan növekedett a mezei vadállomány. Különösen a fogoly, a fácán és az őz. A ma már megszűnt állami gazdaságban országos hírű intenzív fogoly-fácán nevelőtelep működött.
Amikor címerünk fáiról beszélünk, szólnunk kell községünk „emlék- és tanúfáiról” is. A tanúfák a régi évek tanúi.
A községben emlékfákat először 1896-ban, a millenniumi ünnepség alkalmával ültettek. Két tölgyfa fogadta a régi községháza udvarába belépőket. Egy százéves példánya ma is él a tűzoltószertár déli sarkán. Itt volt a régi községháza, később gazdakör udvarának a kapuja. Millenniumi tölgyfákat ültettek a római katolikus templom kertjébe, a vasút melletti temetőbe és egyet a szőlőskertbe.
Ebben az időben már működött a két gyárkéményes petróleumfinomító. Irodaépületének bejáratához is ültettek két emlékfát. Egyik máig él – megtépetten – a Tüzép-telepen.
A temető emlékfája néhány éve „állva meghalt”. Erre a sorsra jutott a szőlő emlékfája is. A római katolikus templomkert emlékfáit emberi kezek vágták ki.
Emlékfát ültetett az iskola 1948-ban, a forradalom és szabadságharc századik évfordulóján, a régi római katolikus kántorlakás kertjében. A vadgesztenyefa ma is él – gyökerei közt üvegben az akkori emlékekkel. az iskola és Harmati György telkének mezsgyéjén.
1948-as emlékfa áll a református iskola nagy épületének délkeleti sarkán, egy éltes akácfa. Fenyő és tujafák vannak a temetőben. Elpusztult tanúfái voltak a községben a következők: a Haas-tanyai jegenyesor, a Cifrakert sok-sok nemes fája (a malom kazánjait fűtötték vele 1945/46-ban), a Dobos-kastély jegenyesora, parkjának nemes fái, Kriston Sándor Derék-szeren /Móricz Zs. u./ lévő, a pénzügyőrség által bérelt lakása udvarát díszítő két hatalmas ősi akácfa.
Sokan emlékeznek még a község leghatalmasabb fájára, biztosan a vasúttal volt egyidős.  Az állomáson állt, sokan megcsodálták. A második világháború után lett a vasúti építés áldozata. Hajnal Pál, a község ismert favágója vágta ki nagy szakértelemmel.
A most is élő tanúfák a következők:
- református templomkert és Niczky-kastély /Ruhagyár/ kertjének fái;
- az Ifjúsági lakótelep parkjának ősi szilfái;
- a gyógyszertár egészen éven át virító japán akácai;
- a volt római katolikus kántorlakás gesztenyefái és ősi eperfája. (Valamikor az eperfák a község minden udvarát díszítették ma már alig van belőlük. Nagyon szép, több mint száz éves példányát láthatjuk a Rózsa Ferenc utcán a File-család /Csurka A./ portáján.

Említésre méltó az a több mint száz éves cseresznyefa, amely a halászi-hídnál lévő gátőrház kertjében áll.
A Lónyayi-csatorna vas megyeri hídjánál a községi vízmű mellett, kelet felé haladva rövid séta után megérkezünk a „Zsidó-kanális” torkolatához. Ott láthatjuk a település címerképén a víz partján.

#### Három kalász a címerben
A település címerében a kalászok a község földművelésének múltjáról, jelenéről és jövőjéről is beszélnek.
Kemecse a Rétköz és a Nyírség határán fekszik. A félig lapos, félig dombos határ biztosította, hogy minden időben volt elég szántóföldje, olyan időszakban is, amikor a rétközi területen az árvíz uralkodott.
A vármegyei levéltárban őrzött 1760-as kemecsei iratokon, a községi pecséten ekevas látható. A pecsét is tanúsítja, hogy a lakók a földműveléséből éltek.
A községben több ízben tártak fel gabonavermeket. Legutóbb a vízhálózat építése során, a Móricz Zsigmond utcán találtak ilyen vermeket, melyek bizonyítják, hogy itt mindig bőven termett gabona, amit szakszerűen tároltak.
A hagyomány szerint a község régi harangja is hirdette: „búzát-gabonát”, amiből bőven termett. A rétközben épült Tiszarád harangja azt mondta: „Nincsen kenyér Rádon, majd vesznek a nádon!”
A rétközben élő emberek az ínséges években gyékénytövet, kukoricát is ettek. A Kemecsei emberek nem szorultak a kukoricára. Felesleges gabonájuk is volt, amit a rétközi falvakban adtak el.
Kiss Lajos néprajztudós írja Kemecséről: „Az 1722-i kivizsgálás szerint három nyomásra vagyon osztva a határ, melyekben megterem a tiszta búza és kétszeres élet, rozs, árpa, zab, len, kender és mindenféle élet. Termeltek még kevés vótért”. A vótért ma már a legöregebb emberek sem ismerik, Hegedűs Dezső Ibrányi helytörténésztől tudtam meg a következőket: a vótér a középkorban került Németországból a Rétközbe. Gabonaliszttel keverve sütöttek belőle kenyeret, főztek belőle sűrű kását is.
A búza, rozs, kétszere volt a fő növény, de mindig termeltek árpát is, főleg a tavaszi fajtát. A tengeri termelése is mindig jelentős volt
Régen termeltek kölest is, másodveteményként. Kásakészítő malma is volt a falunak. Fél évszázaddal ezelőtt len és kender is termett a község határában. Magjáért és rostjáért termelték. Ezek a növények voltak a házi fonás-szövés alapanyagai.
Régen dohányt mindenki ültethetett saját szükségletére a kertjébe. A századfordulón kezdődik meg a dohány nagybani termelése. Akkor jelennek meg főleg az uradalmakban a nagy dohányszárító pajták.
A jelentősebb dinnyetermelés az 1870-es években kezdődött a községben, amikor a Heves vármegyéből jött Berényi Tamás római katolikus plébános a paptagban dinnyeföldet osztott. A nagybirtokon is megjelennek a nyaranta visszatérő hevesi dinnyések, akik a dinnyeföldön ásott „burgyéban” éltek húsvéttól az őszi Lőrinc napig.
Valaha a napraforgót „egylábú disznónak” is nevezték, mert olaját használták a szegény családok a disznózsír hiánya miatt. A napraforgó szegélynövény volt a tengert táblák körül.
A cukorrépát régóta ipari célra termelik ezen a vidéken is. A kemecsei vasútállomás kezdettől fogva, napjainkban is lebonyolítja a cukorgyári répa szállítását. A kemecsei állomásról keskeny iparvágány indult ki, amely érintve a Haas-tanyát, a halászi kendergyárat, herceg Odescalchi jalapári tanyáján ért véget. A „lórékocsikat” ló vagy kis gőzmozdony vontatta. Az iparvágány az akkor faluszéli úton, a BUGÓCÁN kanyargott, ami csak gyéren volt beépítve. Ebben az időben született a helyi népdal, mely így kezdődött: „A Bugóca gidres-gödrös, ott jár el a bivalygőzös.”
Az iparvágány kemecsei végállomásán jelentős rakodóterület volt. Ősztől tavaszig itt tárolták hosszú halmokban a szerencsi cukorgyárba szállításra váró répát. Akkor téli fagyban nem szállítottak répát. Kenderkazlak is vártak a Nagyhalászba való szállításra.
A burgonya termelésnek nem volt kiemelkedő jelentősége. Volt idő, amikor ipari szesz gyártására is termelték. Amikor lakóhelyünk földművelésének múltjára emlékezünk, említésre méltó, hogy az 1930-40-es években a községben jelentős gyógynövénytermesztés folyt. A borsmenta jellegzetes illatával volt tele a falu. Nyári estéken sok udvarban folyt a mentafosztás, utána egy kis társas tánc. Hasonló volt ez a korábbi kenderdörzsölők hangulatához. Ebben az időben az egykori „Pékszeren”, a Mikecz-féle „udvarházban” „mentagyár” működött. A mentaszéna lepárlásával nyert mentaolajat keresték a világpiacon.  A II. világháború során megszűnt a nagy tömegű borsmenta termelés. Ma már csak Nagyhalászban termelik kis területen.
Hatvan évvel ezelőtt négy toronymagas piros gyárkémény meredt az ég felé. Kettő üzemen kívül már nem füstölt. A jelentős petróleumfinomító az első világháború alatt megszűnt. A másik két kéményből folyamatosan áradt a fekete füst, mindig mutatva, merről fúj a nyírségi szél. A községben Verpecz Bálint műmalma, a tanyán Haas Ignác malom-szeszgyár-olajütő hármasa végezte a mezőgazdasági termények feldolgozását. Különös jelentősége volt Haas Ignác mezőgazdasági üzemének, mely az egész Monarchia területére szállította termékeit. A Malomkémények eltűntek, az épületek, mint raktárak szolgálnak tovább.
A régi földművelést Kemecsén mindig a kornak megfelelő mezőgazdasági gépek szolgálták. Voltak vető, szántó és cséplőgépek. A Haas-uradalom munkáját nagy teljesítményű, önjáró gőzeke segítette. Keszler Jakab több garnitúra cséplőgéppel végzett bércséplést Kemecsén és környékén. A géptulajdonosok lépést tartottak a fejlődéssel. Gőz-, majd benzinmotorok követték egymást. Az 1930-as években megjelentek a traktorok, felváltották a cséplőgépek ló- és emberi erővel való vontatását, ami ebben az időben portáról-portára történt.
A gabona learatása az 1950-es évekig mindenütt kézi aratással történt. Legrégebben sarlóval, majd kézi kaszával. A búzamagot nagyon sok emberi kéz érintette, amíg az elvetéstől a malomig eljutott. A gabonatermelését segítő legmodernebb gépek is megjelentek lakóhelyünkön, használhatja egyéni és szövetkezeti gazdaság.
A címer búzakalászait a mi nyelvünk „ÉLET”-nek is nevezi. Ez a mindennapi kenyerünk.

#### A község szőlőskertje
Kemecse címere beszédesen mutatja négy rajzban a település múltját, jelenét és jövőjét is.
A Halászi-szerről végig a falun, át a mindig megcsodált vasúton, a temető és a petrógyár mellett nagyon hosszúnak tűnt akkor az út a szőlőskertig. A falu felől négy kapun lehetett bejutni az élősövénnyel kerített kertbe. A kapuk mindig zárva voltak, de akkor még nem „zártkertnek” nevezték, mint ma. A „főkapuhoz” ma már aszfaltozott út vezet és éjjelente sorompó zárja a kertet.
A főkaputól keletre két, nyugatra egy kapun lehetett közlekedni
A szőlőben lévő borháznak két helyisége és kandallós kéménye volt. Nem tudjuk mikor épült, 1856-ban született nagyapám már örökölte. Télen is lakható volt, szőlőpásztorok laktak benne. A szőlőskert legforgalmasabb központjában feküdt, átellenben a pálinkafőzővel. A szőlőskert összefüggő „garádjával” volt körülvéve. A kerten belül senkinek nem volt kerítése. „
Nagy kincs volt már a legkisebb területű, egy „vékás” szőlő is. Ellátta gyümölccsel a családot és karácsonyig bor is volt a háznál. Feljegyzések igazolják, hogy a kétszáz éve létesített szőlőskert birtokosai gondoltak a jobbágyokra, zsellérekre, számukra is juttattak egy-egy vékásnyi szőlőföldet. A lakosság növekedésével együtt nőtt a szőlőskert területe is.
Az 1860-as évekből származó írásokból megtudhatjuk, hogy a „kerségnek” már írott rendelkezései voltak. Fő- és vicebíró állt a testület élén. A kert járásokra volt osztva, amit fogadott pásztorok őriztek. Évenként tartottak „garádja járást”, hernyó járást, az úrnapi járáskor általános vizsgálatot tartottak az egész kertben. Nagy gond volt a garádjára, ami jól segítette a pásztorok munkáját. A garádján csak nyulak jártak keresztül, gyakran vesztükre, mert itt estek a vadorzók hurkaiba. A pásztorok munkáját segítették a magasabb pontokon felállított „állók”, amelyekről jól belátták a területet. Karikásostorral, kereplővel riasztották a varjúkat, seregélyeket. Nem volt szabad a szőlőskertbe bemenni azoknak, akiknek nem volt szőlő tulajdona. Az elfogott tolvajt a pásztor a kertbíró ítélkezéséig fakalodába zárta. Ez a rendelet csak 1890-ben szűnt meg. A kalodán négy lyuk volt, a tolvaj két lábát és két kezét lakatolták be.
A szüret mindig ünnep volt a szőlőskertben, még akkor is, ha az időjárás miatt gyenge volt a termés. Innen a mondás: „Szüret, ha bor nincs is!”
A 20. század közepén még nem volt használatos a faluban a szőlődaráló, a fából készített prés már igen. A fonó-szövő asszonyok által ritkára szőtt kenderből készült „taposó-zsákba” rakták az előzőleg „megcsömöszölt” szőlőt. A zsákot mezítláb taposták kádban.
Egykor a szüret október 10-20-áig tartott. Ilyenkor a falu cigányzenész bandája is a szőlőskerteket járta, ott muzsikált, sorra minden gazdásnak. Nekik is „szüret” volt a szüret. A szüret ünnepséggel fejeződött be. 
Fokozatosan vesztette el régi szerepét, eltűntek a kapuk, lepusztult a garádja, megszűnt a „kertség”, évről-évre több lett az elhagyott parcella. A nagyüzem csepegtetős almásokat, géppel gondozható sok hektáros szőlőtáblákat létesített. Mindenki könnyen jutott gyümölcsöshöz, sajnos nem mindig munkája révén. A sok munkát, gondosságot igénylő szőlőskertnek lecsökkent a „becse”, megszűnt a kertben a vagyonbiztonság.
Az 1980-as években megindult egy olyan változás, ami évről-évre erősödik. Ismét van a szőlőnek választott vezetősége. A községi vezetés támogatását élvezve, sok nehézséget leküzdve, lelkesen dolgozik, hogy rend legyen a zártkertben. Lassan, de folyamatosan nő a gondozott parcellák száma, épülnek új, a mai igényeket kielégítő hétvégi házak.

## Közélete

### Polgármesterei
| Név                 | Párt        | Terminus  | Megjegyzés / Források |
| ------------------- | ----------- | --------- | --- |
| Szentpéteri József  | független   | 1990–1998 | Az 1990-es polgármester-választásról a Nemzeti Választási Iroda publikus nyilvántartása alapján csak annak végeredménye állapítható meg.                                                                                              |
| Szentpéteri József  | független   | 1990–1998 | Az 1994. december 11-én megtartott választáson az 1688 érvényesen leadott szavazatból, négy jelölt közül 1360 szavazatot szerzett meg, amivel 80,57 %-os eredményt ért el.                                                            |
| Dr. Gerzon László   | független   | 1998–2000 | Az 1998. október 18-án megtartott választáson a 2220 érvényesen leadott szavazatból, két jelölt közül 1509 szavazatot szerzett meg, amivel 67,97 %-os eredményt ért el.                                                               |
| Lipők Sándor Zoltán | független   | 2000–     | A 2000. június 4-én tartott időközi polgármester-választásról a Nemzeti Választási Iroda publikus nyilvántartása alapján csak annak végeredménye állapítható meg; a választást a korábbi polgármester lemondása miatt kellett kiírni. |
| Lipők Sándor Zoltán | független   | 2000–     | A 2002. október 20-án megtartott választáson a 2027 érvényesen leadott szavazatból, három jelölt közül 993 szavazatot szerzett meg, amivel 48,99 %-os eredményt ért el.                                                               |
| Lipők Sándor Zoltán | Fidesz-KDNP | 2000–     | A 2006. október 1-jén megtartott választáson a 2223 érvényesen leadott szavazatból, két jelölt közül 1465 szavazatot szerzett meg, amivel 65,90 %-os eredményt ért el.                                                                |
| Lipők Sándor Zoltán | Fidesz      | 2000–     | A 2010. október 3-án megtartott választáson a 2273 érvényesen leadott szavazatból, három jelölt közül 1645 szavazatot szerzett meg, amivel 72,37 %-os eredményt ért el.                                                               |
| Lipők Sándor Zoltán | Fidesz-KDNP | 2000–     | A 2014. október 12-én megtartott választáson a 2073 érvényesen leadott szavazatból, két jelölt közül 1758 szavazatot szerzett meg, amivel 84,80 %-os eredményt ért el.                                                                |
| Lipők Sándor        | Fidesz-KDNP | 2000–     | A 2019. október 13-án megtartott választáson a 2215 érvényesen leadott szavazatból, három jelölt közül 1735 szavazatot szerzett meg, amivel 78,33 %-os eredményt ért el.                                                              |
| Lipők Sándor        | Fidesz-KDNP | 2000–     | A 2024. június 9-én megtartott választáson a 2071 érvényesen leadott szavazatból, két jelölt közül 1657 szavazatot szerzett meg, amivel 80,01 %-os eredményt ért el.                                                                  |

## Nevezetességei
- Református templom – késő barokk stílusban épült 1809-ben, tornyát 1820 és 1830 között építették.
- Római katolikus templom – 1821-ben épült késő barokk stílusban, tornyát 1895-ben építették.

## Testvérvárosai
- Gyergyószárhegy, Románia

## Infrastruktúra
A város megközelíthetősége kiváló, Nyíregyháza mellett fontos közlekedési csomópont.
A település közműellátása teljes körű. A belterületen a víz-,gáz-, elektromos hálózat 100%-os kiépítettségű, a szennyvízcsatorna-hálózat kiépítettsége 95%-os, a belterületi úthálózat 100%-ban aszfaltozott. 
Intézményei döntően alapellátók, háromszintes általános iskolája és bölcsődéje térségi vonzással bír. Az általános iskolában eltérő tantervű osztályokban enyhén értelmi fogyatékos gyermekek oktatása is folyik. Kiemelkedik emelt szintű művészeti iskolája, ahol a térség gyermekei is tanulhatnak. Térségi jellegű az 1989 óta működő egészségügyi központja, mentőállomása.

## Ipar
- Farm Tej Kft.
- GEV telep
- Szabolcsi Halászati Kft.

Kemecse gazdaságának meghatározó tényezői az egykori állami mintagazdaság szakmai értékeire alapozó, jórészt mezőgazdasági tevékenységet folytató vállalkozások. A település középtávú tervei között szerepel egy agrár-ipari park kialakítása.
Emellett kimagasló arányt képvisel a település gazdaságában a szolgáltató szektor (57,6%), mely a városiasság egyik fő jellemzője.
A településen a munkanélküliségi ráta jelenleg[mikor?] 10,2%, mely csupán kis mértékben haladja meg a megyei értéket (9,64%). A város gazdasági vonzerejét jelzi, hogy a környező településekről közel 150 munkavállaló jár Kemecsére dolgozni.

## Szolgáltatások
Kemecse működő vállalkozásainak száma 213. A vállalkozói, kereskedelmi és vendéglátó üzemei színvonalas ellátás biztosításával növelik a város vonzerejét. A település kereskedelmi, szolgáltató központ szerepét igazolja a működő 76 kiskereskedelmi üzlet szakválasztéka és helyi piacának élénk élete.

## Híres emberek
- Erdélyi János (1814–1868)[14] író, aki 1830–31-ben Kemecsén, a Répássy családnál volt nevelő
- Kriston Endre (1877–1960) püspök
- Pásztor Dániel (1816–1882) pedagógus, a Péchy és Uray család nevelője volt
- Harsányi Juhász Ferenc (1915–1997) pedagógus
- Dr. Megyery Géza (1846–1930), felsőházi tag, kúriai bíró
- Répásy Mihály (1800–1849), honvéd vezérőrnagy
- A Mikecz család
- Juhász József (1908–1974) színész
- Bakosi Béla (1957–) kétszeres fedett pályás Európa-bajnok atléta, hármasugró
- Gyuris Tibor (1974–) színész

## Népesség
A település népességének változása:
| Lakosok száma | 4792 | 4787 | 4777 | 4685 | 4649 | 4667 | 4666 |
|               | 2013 | 2014 | 2018 | 2021 | 2022 | 2023 | 2024 |

2001-ben a település lakosságának 98%-a magyar, 2%-a cigány nemzetiségűnek vallotta magát.
A 2011-es népszámlálás során a lakosok 85,8%-a magyarnak, 10% cigánynak, 0,2% románnak mondta magát (14,2% nem nyilatkozott; a kettős identitások miatt a végösszeg nagyobb lehet 100%-nál). A vallási megoszlás a következő volt: római katolikus 21,9%, református 35,5%, görögkatolikus 5,7%, evangélikus 0,8%, felekezeten kívüli 6,9% (28,6% nem válaszolt).
2022-ben a lakosság 91,5%-a vallotta magát magyarnak, 10,2% cigánynak, 0,4% ukránnak, 0,2% németnek, 0,1 románnak, 1,3% egyéb, nem hazai nemzetiségűnek (8,5% nem nyilatkozott; a kettős identitások miatt a végösszeg nagyobb lehet 100%-nál). Vallásuk szerint 14,6% volt római katolikus, 35,7% református, 5,8% görög katolikus, 1,7% egyéb keresztény, 0,6% evangélikus, 6,6% felekezeten kívüli (34% nem válaszolt).